# Hachiman
Hachiman (八幡神?, Hachiman-jin / Yahata no kami), secondo il pantheon delle divinità shintoiste giapponesi, è la divinità sincretica del tiro con l'arco e della guerra, e incorpora elementi sia dello shintoismo che del buddismo. È la divinità principale del santuario di Hachiman e venerato come il dio della fortuna militare dalle famiglie di samurai in tutto il paese.

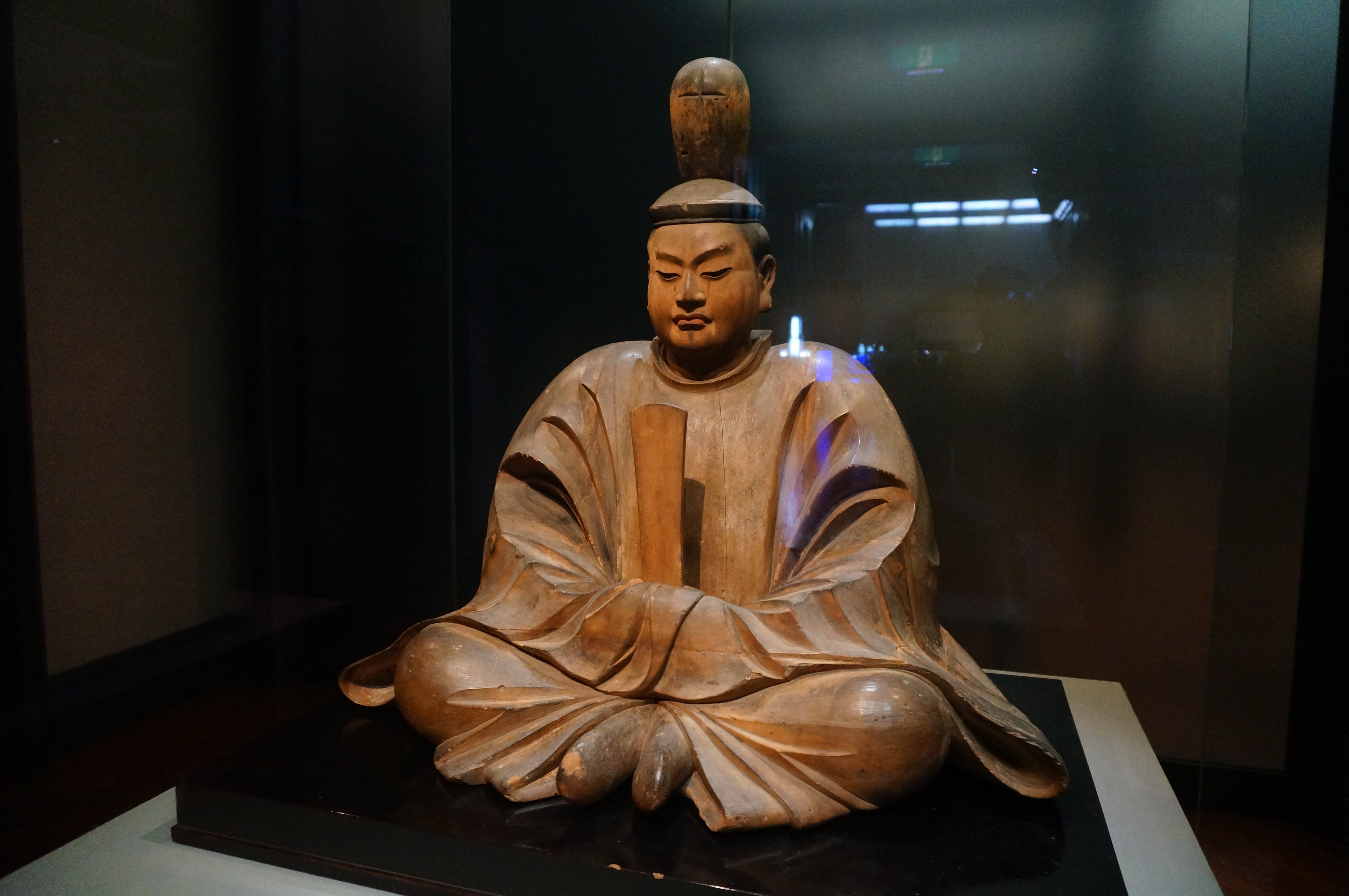
Statua seduta di Hachiman, periodo Kamakura, 1326, Museo nazionale di Tokyo (in prestito dal santuario Akana Hachimangū), Bene culturale importante.

Hachiman è spesso identificato con il leggendario imperatore Ōjin che regnò nel III-IV secolo e figlio dell'imperatrice Jingū, in seguito divinizzato e identificato dalla leggenda come "Yahata-no-kami", che significa "Kami degli otto stendardi", riferendosi agli otto stendardi celesti che segnalarono la nascita dell'imperatore divino.
Sebbene spesso chiamato dio della guerra, è più strettamente definito come dio tutelare dei guerrieri. È anche il protettore divino del Giappone, del popolo giapponese e della Casa Imperiale.

## Descrizione
Nel III secolo d.C., secondo la leggenda, Jingū, l'imperatrice consorte del defunto imperatore Chūai, fu alla testa dell'esercito nell'invasione della Corea, ed al rientro in Giappone diede alla luce Ōjin, che divenne imperatore molto giovane e passò gran parte della vita in battaglia.
Lo "Hachiman gudōkun" (八幡愚童訓?) narra delle conquiste militari di Hachiman sui nemici della corte imperiale, tra le cui storie troviamo le leggende dell'imperatrice Jingū e dell'imperatore Ōjin, la guerra di Bunei, l'origine e la storia di Hakozakigū, la guerra di Kōan, le preghiere per la resa di nemici stranieri eseguiti da Eison di Saidaiji, e infine la guerra di Jyōkyū.
Il Kojiki, il Nihon shoki e lo Shoku Nihongi non contengono alcun riferimento all'imperatore Ōjin e l'origine di Hachiman non è correlata all'imperatore Ōjin. Poiché i riferimenti all'imperatore Ōjin appaiono nel Tōdai-ji Yoroku e nel Sumiyoshi Taisha Jindai-ki, si ritiene che il sincretismo tra l'imperatore Ōjin e Hachiman sia iniziato tra i periodi Nara e Heian.
Nello Shinto moderno, Hachiman è la forma divinizzata dell'imperatore Ōjin. L'imperatore Kinmei nel 571 decretò che l'imperatore Ōjin si rivelasse per la prima volta nella "terra di Usa" (宇佐の地?, Usa no ji) (l'attuale città di Usa, nella prefettura di Ōita) dove divenne la divinità protettrice della città, insieme a una divinità femminile minore dello Shinto chiamata Himegami (比売神?) e alla madre dell'imperatore, l'imperatrice Jingū. Questo trio, noto come Hachiman Mikami (八幡三神?, Trinità di Hachiman), è lì custodito. Molti santuari consacrano altre figure oltre al trio, come l'imperatore Chūai, il leggendario eroe e divinità shintoista Takenouchi no Sukune e la divinità femminile Tamayori-hime al posto dell'imperatrice Jingū e di Himegami, sono anche considerati divinità per il parto sicuro come nel santuario shintoista di Umi Hachiman-gū a Umi, nella prefettura di Fukuoka.

### Antenato Imperiale
Poiché Hachiman era considerato uno spirito divino dell'imperatore Ōjin, fu posto sia come antenato che come Kōso-shin (皇祖神?, Divinità Antenata Imperiale) della Famiglia imperiale del Giappone. Il Jōkyūki (承久記?, Cronaca dell'era Jōkyū) afferma: "Il trono imperiale del Giappone è la volontà di Amaterasu Omikami di Ise e Hachiman Daibosatsu", rendendolo la seconda divinità guardiana più importante della famiglia imperiale dopo Amaterasu Omikami.
La fondazione del Santuario Konda Hachiman-gū a Habikino nella prefettura di Osaka è stata a lungo collegata al legame con l'imperatore Ōjin, la Famiglia Imperiale venerava anche il Santuario di Usa (noto anche come Usa Hachiman-gū) a Usa nella prefettura di Oita, e il Santuario di Iwashimizu Hachiman (Iwashimizu Hachiman-gū) a Yawata nella prefettura di Kyoto, come secondo santuario ancestrale dopo il Grande Santuario di Ise.

### Sincretismo tra Shinto e Buddismo

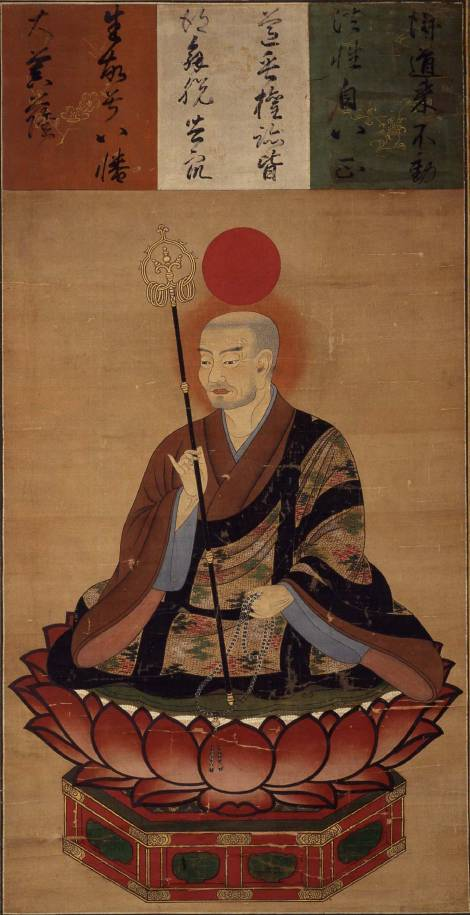
Il rotolo raffigura il dio Hachiman nelle vesti di monaco buddista.

Con  l'arrivo del Buddismo in Giappone, Hachiman divenne una divinità sincretica, fondendo elementi del culto shintoista dei kami con il Buddismo (shinbutsu shūgō). Durante la costruzione del Grande Buddha del Tempio Tōdai-ji nel 749, i documenti mostrano che la sacerdotessa (negi) di Usa Hachiman, Oga no Ason Morime, e altri si recarono a Kyoto per riferire che Hachiman aveva dato loro una profezia e si era offerto di collaborare alla costruzione del Grande Buddha, dimostrando la precoce assimilazione del Buddismo con la religione nativa.
Nel 781, la Corte Imperiale conferì a Hachiman il titolo di Grande Bodhisattva Hachiman (八幡大菩薩?, Hachiman Daibosatsu) come protettore della nazione e del Buddismo e i suoi jinja (santuari shintoisti) e jingū (santuario shintoista della Famiglia imperiale) furono incorporati nei santuari dei templi buddisti (tera). Di conseguenza, la diffusione del culto di Hachiman si trasferì e venne accolta nei templi e santuari buddisti in tutto il paese, dove si affermò la pratica del Honji suijaku (本地垂迹?), che considerava Amitabha la manifestazione buddhista di Hachiman. Tuttavia, il sacerdote buddista giapponese Nichiren, del periodo Kamakura, rifiutò questa teoria e presumeva che la vera forma di Hachiman Daibosatsu fosse il Buddha Shakyamuni (ovvero il Buddha Gautama).
Dal periodo Heian in poi, santuari dedicati ad Hachiman furono istituiti in tutto il paese, attirando la venerazione dei clan samurai come i Seiwa del clan Genji e Kanmu del clan Taira, ma con la diffusione dell'idea dell'honji suijaku, Hachiman iniziò a essere raffigurato sotto forma di monaco, e venne chiamato Sogyō Hachimanshi (僧形八幡神?).

## Divinità protettrice dei samurai

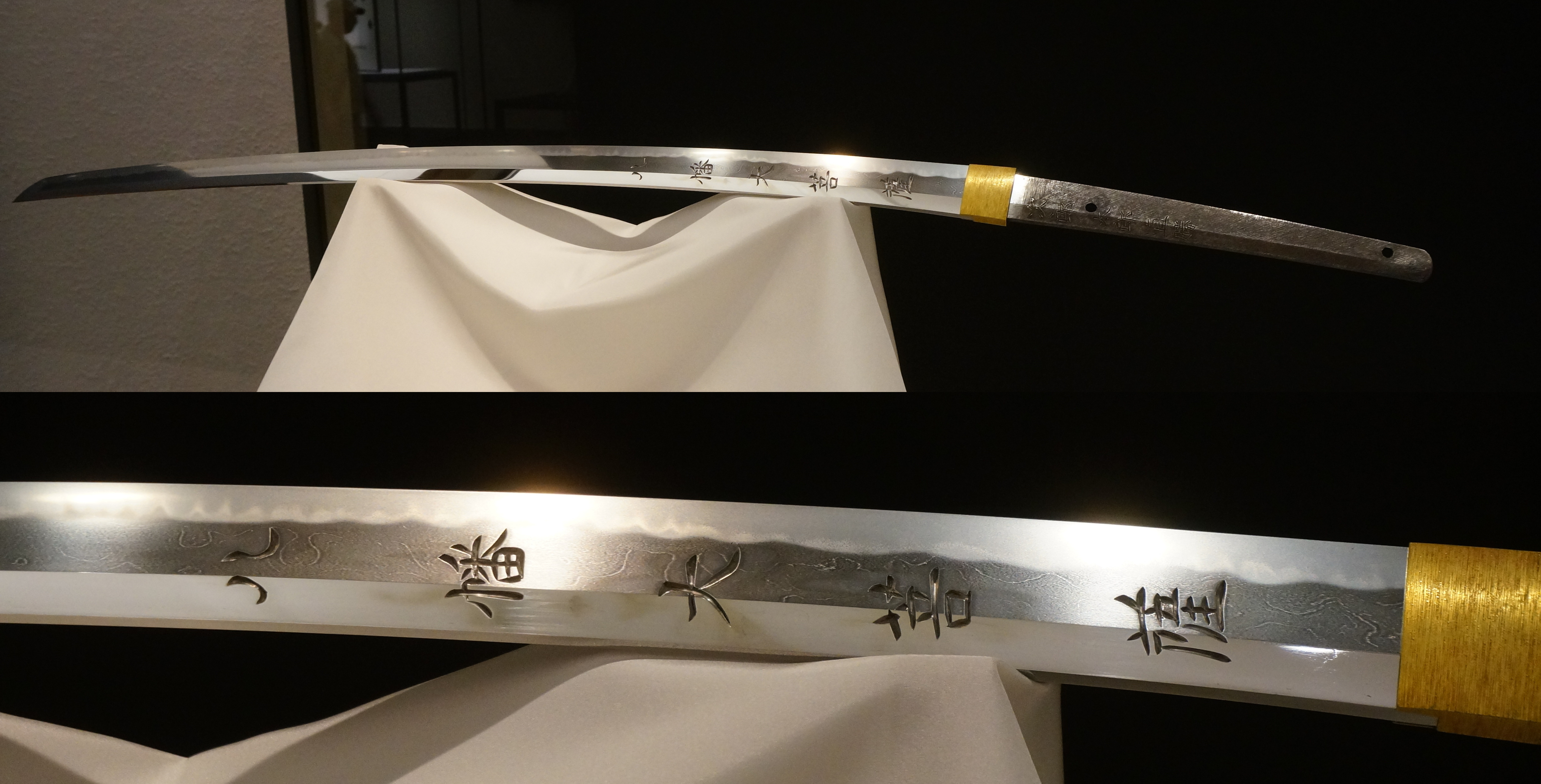
Katana forgiata da Jirotaro Naokatsu nel 1838, durante il periodo Edo, sulla lama sono incise le parole Hachiman Daibosatsu

L'imperatore Ōjin fu antenato del clan dei samurai Minamoto, che divennero Shōgun e fondarono alla fine del XII secolo lo shogunato Kamakura, con il quale la popolarità di Hachiman crebbe sensibilmente, facendolo diventare il protettore della classe di guerrieri saliti al potere con i Minamoto. Per questo motivo la rappresentazione del kami (神体?, shintai) nei santuari dedicati ad Hachiman è una staffa di cavallo o un arco, simboli di battaglia.

## Santuari
I santuari dedicati a Hachiman sono chiamati Hachimangū (Santuario di Hachiman, Hachimansha, Hachiman-sama, Santuario di Wakamiya) e si dice che il loro numero sia compreso tra 10.000 e 20.000, rendendoli i secondi più numerosi in Giappone dopo il Santuario di Inari. Il santuario di Usa a Usa, nella prefettura di Ōita, è il santuario principale di tutti questi santuari, altri importanti santuari di Hachiman sono Iwashimizu Hachiman-gū, Hakozaki-gū e Tsurugaoka Hachiman-gū.
Le feste più importanti (matsuri) in onore di Hachiman si svolgono intorno al 15 settembre di ogni anno. L'eccezione è il 1° gennaio. La mattina presto di questo giorno, l'Imperatore rende omaggio all'Iwashimizu Hachiman-gū, insieme ad altri santuari e mausolei imperiali, prima di partecipare alla cerimonia di Capodanno (Saitan-sai).